# Desevio Payne
Desevio Payne (n. Greenwood, Carolina del Sur, EUA, el 30 de noviembre de 1995) es un futbolista estadounidense-neerlandés. Juega de defensor o lateral y su equipo actual es el FC Emmen de la Eredivisie de los Países Bajos.

## Trayectoria

### FC Groningen
Payne comenzó su carrera en las divisiones inferiores del Groningen en la temporada 2012-13. Hizo su debut con el primer equipo en un partido de la Eredivisie frente al SC Heerenveen el 22 de febrero de 2015.
Firmó su primer contrato profesional con el club el 26 de junio de 2015.

## Selección nacional

### Selecciones juveniles
Payne nació en los Estados Unidos pero se crio en los Países Bajos y posee pasaporte de ambos países, por lo que puede elegir representar a cualquiera de los dos a nivel internacional. Fue convocado por primera vez a la selección sub-20 de los Estados Unidos en marzo de 2015 con miras a dos partidos amistosos de preparación para la Copa Mundial de Fútbol sub-20 de ese año. En mayo fue incluido en la lista definitiva de 21 jugadores que representarán a los Estados Unidos en el torneo final en Nueva Zelanda. El 2 de junio hizo su debut en la victoria 4-0 sobre Nueva Zelanda en la fase de grupos, ayudando a su selección a alcanzar la segunda ronda del torneo.

### Participaciones en Copas del Mundo
| Mundial                     | Sede          | Resultado        | Partidos | Goles |
| --------------------------- | ------------- | ---------------- | -------- | ----- |
| Copa Mundial Sub-20 de 2015 | Nueva Zelanda | Cuartos de final | 4        | 0     |

## Clubes
| Club         | País         | Año         |
| ------------ | ------------ | ----------- |
| FC Groningen | Países Bajos | 2014 - 2017 |
| Excelsior    | Países Bajos | 2017 - 2019 |
| FC Emmen     | Países Bajos | 2019 - Act. |

### Estadísticas
Actualizado el 29 de febrero de 2016.
| Club                        | Div           | Temporada     | Liga  | Liga  | Copas Nacionales | Copas Nacionales | Torneos internacionales(1) | Torneos internacionales(1) | Total | Total |
| Club                        | Div           | Temporada     | Part. | Goles | Part.            | Goles            | Part.                      | Goles                      | Part. | Goles |
| --------------------------- | ------------- | ------------- | ----- | ----- | ---------------- | ---------------- | -------------------------- | -------------------------- | ----- | ----- |
| FC Groningen · Países Bajos |               |               |       |       |                  |                  |                            |                            |       |       |
| 1.ª                         |               |               |       |       |                  |                  |                            |                            |       |       |
| 2015/16                     | 8             | 0             | 0     | 0     | -                | -                | 8                          | 0                          |       |       |
| Total club                  | Total club    | 8             | 0     | 0     | 0                | -                | -                          | 8                          | 0     |       |
| Total carrera               | Total carrera | Total carrera | 8     | 0     | 0                | 0                | -                          | -                          | 8     | 0     |